# Zheng Zeguang

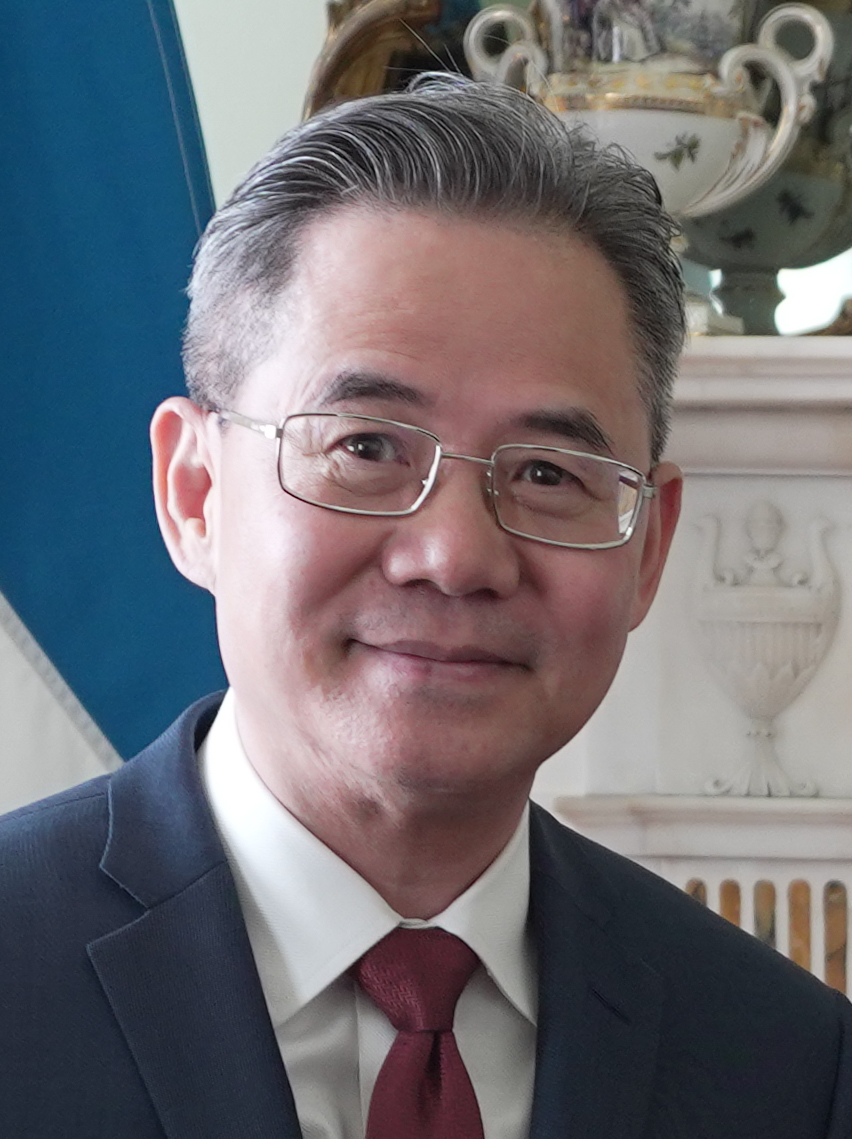
Zheng Zeguang (2024)

Zheng Zeguang (chinesisch 郑泽光, Pinyin Zhèng Zéguāng; * 1963 in Puning, Volksrepublik China) ist ein chinesischer Diplomat.

## Leben
Er studierte unter anderem an der Cardiff University. Zheng Zeguang ist verheiratet und hat einen Sohn.

## Diplomatische Laufbahn
Seit 1986 bis 2010 war Zheng Zeguang in verschiedenen Positionen im Außenministerium der Volksrepublik China beziehungsweise an chinesischen Botschaften tätig. Von 2010 bis 2013 hatte er Funktionen in Nanjing; zum Beispiel als Vizebürgermeister und in der lokalen Organisation der Kommunistischen Partei Chinas. 2013 kehrte er in das Außenministerium zurück und wurde 2015 stellvertretender Außenminister. Seit 2021 ist Zheng Zeguang chinesischer Botschafter in London.
Im September 2021 untersagte ihm das Britische Parlament den Zutritt, solange chinesische Sanktionen gegen einige von dessen Mitgliedern in Kraft sind.